# Portugiesischer Escudo

Wechselkurs der D-Mark zum Escudo seit 1958

Der portugiesische Escudo, kurz auch Escudo (deutsch: Schild), war die Währung Portugals vor der Einführung des Euro. Der ISO-4217-Code ist PTE.

## Geschichte
Nach Einführung der Republik wurde am 26. Mai 1911 der über mehrere Jahrhunderte, seit 1433 als Standardwährung, verwendete Real (Mehrzahl: Réis) abgelöst.
Gründe waren einerseits der Name (real = „königlich“), anderseits aber Mängel hinsichtlich der Münzen selbst, die im Außenhandel im Vergleich zu anderen Währungen einen sehr geringen Wert hatte, die die Autoren des Gesetzes als „allgemein gleich oder höher zu einem Franc“ bewerteten. Der Wechselkurs zum Escudo wurde mit 1000,00 Reais festgesetzt.
Der Escudo war in 100 Centavos unterteilt. Die Notierung von Preisen erfolgte mit dem Cifrão (graphisch mit dem Dollarzeichen ähnlich, stets mit zwei Strichen geschrieben) zwischen den Zahlen der Escudos und der Centavos. So bedeutete „25$00“ einen Betrag von 25 Escudos. Wegen der Inflation wurden die Centavo-Münzen schon lange nicht mehr benutzt, als die Umstellung zum Euro erfolgte.
100 Réis nannte man einen Tostão (Mehrzahl Tostões). Der Name überlebte die Einführung des Escudos als Bezeichnung für zehn Centavos und als halber Tostão für fünf Centavos. Die 2,5 Escudo-Münze nannte man 25 Tostões.
Höhere Beträge wurden meist in Conto angegeben, einer inoffiziellen Rechnungseinheit, die 1000 Escudos entsprach. Aufgrund des relativ einfachen Umtauschfaktors ist der Begriff Conto auch heute noch im Gebrauch, und zwar gleichbedeutend mit fünf Euro (minimal aufgerundet).
Am 1. Januar 1999 wurde der Wechselkurs zum Euro mit 200,482 Escudos festgelegt, am 1. Januar 2002 wurden die Escudomünzen und -scheine durch den Euro abgelöst. Münzen werden bereits nicht mehr umgetauscht. Bis zum 28. Februar 2022 war es noch möglich Scheine umzutauschen. Auch dies ist mittlerweile nicht mehr möglich.

## Stückelung
Vor Einführung des Euro waren folgende Nennwerte im Umlauf:

### Münzen
Münzen: 1; (selten: 2,50); 5; 10; 20; (selten: 25); 50; 100; 200 Escudos

### Scheine
Scheine: (selten: 100), 500; 1000; 2000; 5000; 10.000 Escudos